# Finsthwaite
Finsthwaite es un pueblo pequeño en el distrito de South Lakeland, en el condado de Cumbria. Se encuentra cerca de Furness Fells y Windermere. En Finsthwaite hay un lugar de adoración, St Peter's Church, y un anciano molino de bobina, Stott Park Bobbin Mill, ahora un museo.
Finsthwaite esta en la parroquia civil de Colton (Cumbria).

### Historia
Una foto de Finsthwaite en el siglo dieciocho se encuentra en el libro de cuentas de uno de sus residentes.